# 인천함박초등학교
인천함박초등학교(Incheon Hambak Elementary School, 仁川咸博初等學校)는 대한민국 인천광역시 연수구에 있는 공립 초등학교이다. 인천 연수구 함박뫼로 87에 위치해 있다.

## 학교 연혁
인천함박초등학교는 1997년 6월 18일 설립 인가되어, 1998년 3월 1일 개교하였다. 초대 현해정 교장이 취임하고, 개교 당시 1274명, 30학급으로 시작하였다. 1999년 2월 12일 제 1회 졸업식이 개최되었으며, 174명(남73명, 여101명)이 처음으로 졸업을 하였다.
2001년 2월 28일 독서교육 우수학교 인천광역시 교육감 상을 표창하였으며, 2003년 12월 29일 인천광역시 교육청 독서교육 우수학교 상을 받았다. 전국소년체전 여자 배구부가 2004년에 동메달을 획득하였으며, 2005년 학교교육활동 우수학교 상을 받았다.
인천함박초등학교 내부에 2003년 함박해오름 도서관이 개관하였으며, 2004년 함박마루(체육관), 2006년에 English Zone이 조성되었다.

## 수상내역
- 2007.12.30 인천시교육청 정보통신윤리교육 우수교 표창
- 2008.01.31 인천시 푸른학교상 표창
- 2009.11.17 2009학년도 학교평가 종합 ‘최우수학교’선정
- 2011.03.01 교육복지우선지원사업학교 지정

## 같이 보기
- 인천광역시교육청

## 참고 자료
- 인천함박초등학교 - 한국교육학술정보원 학교알리미